# Abatoleon dolichogaster
Abatoleon dolichogaster är en insektsart som först beskrevs av Luisa Eugenia Navas 1915.  Abatoleon dolichogaster ingår i släktet Abatoleon och familjen myrlejonsländor. Inga underarter finns listade i Catalogue of Life.